# Volo Avia Traffic Company 768
Il volo Avia Traffic Company 768 era un volo passeggeri di linea nazionale da Biškek a Oš, in Kirghizistan. Il 22 novembre 2015, un Boeing 737-300 operante il volo atterrò tanto bruscamente sulla pista dell'aeroporto di Oš da far collassare il carrello di atterraggio. L'aereo scivolò fuori pista con il motore sinistro strappato dal suo supporto. Non ci furono vittime nell'incidente, ma 14 persone rimasero ferite, di cui 4 in modo grave.

## L'aereo

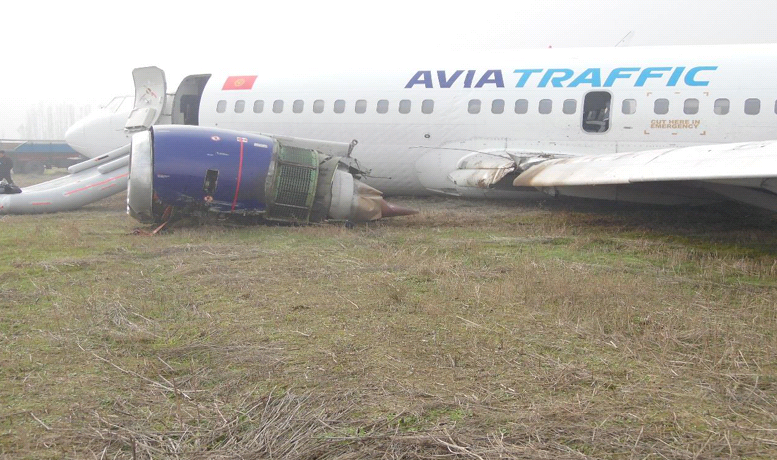
Il motore sinistro staccato dall'aereo a seguito dell'uscita di pista.

Il velivolo coinvolto era un Boeing 737-300, marche EX-37005, numero di serie 24681, numero di linea 1929. Volò per la prima volta il 25 settembre 1990 e venne consegnato a Philippine Airlines nell'ottobre dello stesso anno. Operò in seguito per Air Philippines, Garuda Indonesia, Citilink e Sama Airlines. Venne infine acquisito da Avia Traffic Company nel settembre 2011. Era spinto da 2 motori turboventola CFMI CFM56-3B1. Al momento dell'incidente, l'aereo aveva poco più di 25 anni. A causa dei gravi danni subiti, venne in seguito demolito.

## L'incidente
L'aereo partì originariamente dall'aeroporto di Krasnojarsk-Emel'janovo in Russia diretto a Oš, ma venne dirottato a Biškeka causa della fitta nebbia presente a Oš. Dopo un miglioramento delle condizioni meteorologiche, il volo ripartì verso Oš. Osservatori a terra riferirono che la visibilità peggiorò fino a ridursi a circa 150 metri.
Alle 07:56 UTC+6 (01:56 UTC) circa, l'equipaggio stava eseguendo un avvicinamento ILS alla pista 12 di Oš, ma atterrò duramente causando il collasso del carrello di atterraggio e il suo distacco dall'aereo. L'aereo uscì di pista e continuando su un terreno accidentato, il motore CFM56-3 di sinistra si staccò e il motore di destra ricevette danni sostanziali prima che l'aereo si fermasse a circa 1500 metri dal punto di atterraggio. Quattro occupanti riportarono ferite gravi e dieci occupanti ferite lievi.

## Le indagini
L'autorità per l'aviazione civile russa aprì un'indagine sull'incidente. Gli investigatori appurarono che l'aereo stava eseguendo un avvicinamento ILS alla pista 12 di Oš, con una visibilità di 50 metri nella nebbia. L'equipaggio effettuò una riattaccata a seguito di un duro atterraggio entrando quindi in un circuito di attesa; durante questo, l'equipaggio decise di deviare verso l'aeroporto alternato e tornare a Biškek. Tuttavia, i piloti ricevettero avvisi di due guasti al sistema idraulico e di un guasto al motore numero 2 (quello di destra), causato dal carrello di atterraggio destro che era collassato nel precedente tentativo di atterraggio. Dopo aver spento il motore numero 2, i piloti decisero di eseguire un atterraggio di emergenza a Oš, nonostante le condizioni meteo fossero al di sotto dei minimi di sicurezza. L'aereo atterrò molto duramente e scivolò fuori dalla pista.